# 銅蛇

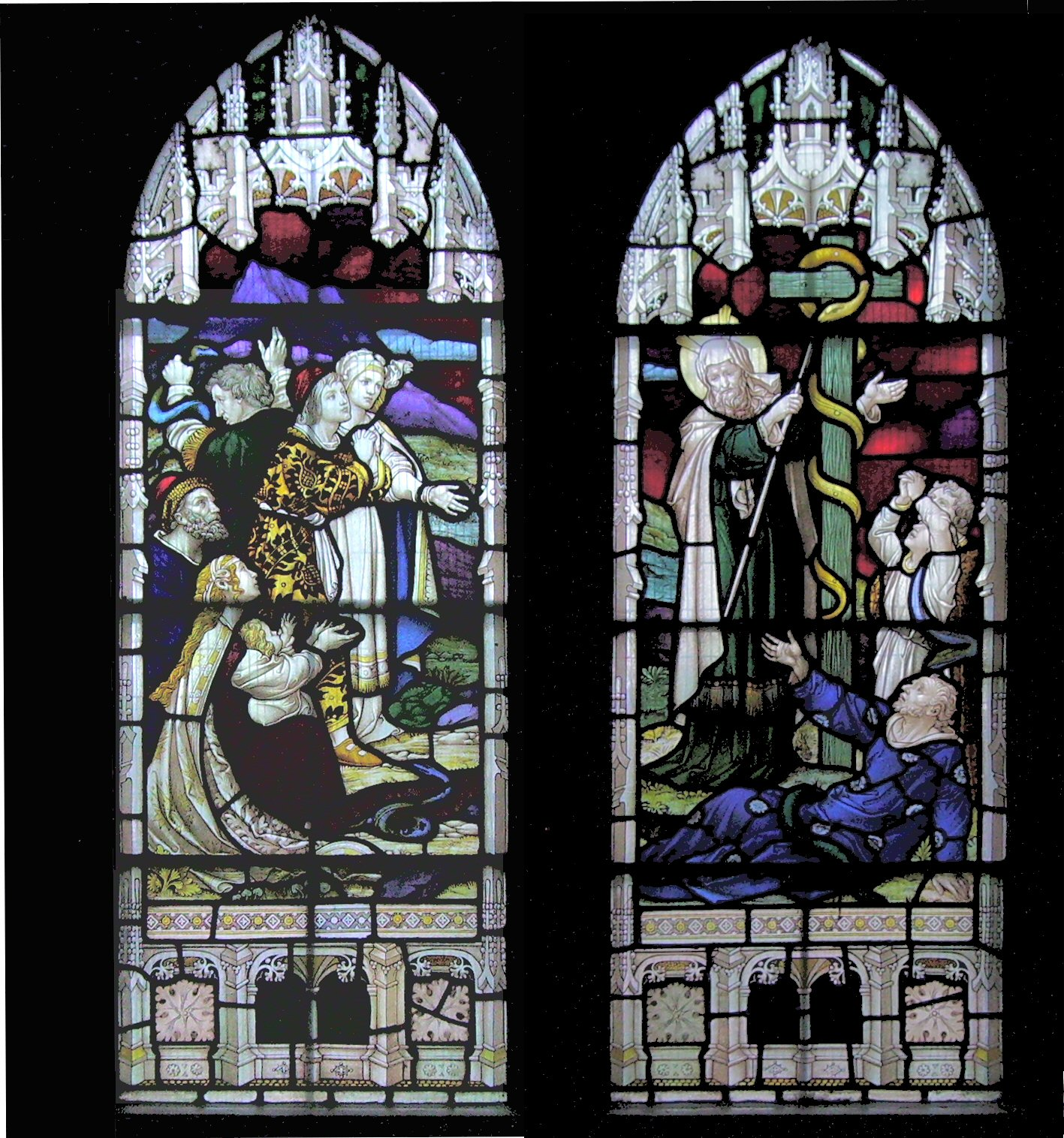
摩西用銅蛇治療以色列人的蛇咬傷

銅蛇（英語：或；希伯來語：或）是《希伯來聖經》记载的一個纏繞在一根杆子上的銅制蛇形聖物。
希西家王（公元前715/716年至687年在位）將耶路撒冷聖殿中的銅蛇摧毀，在希西家王之前並無所謂Nehushtan之物。

## 蛇的形象

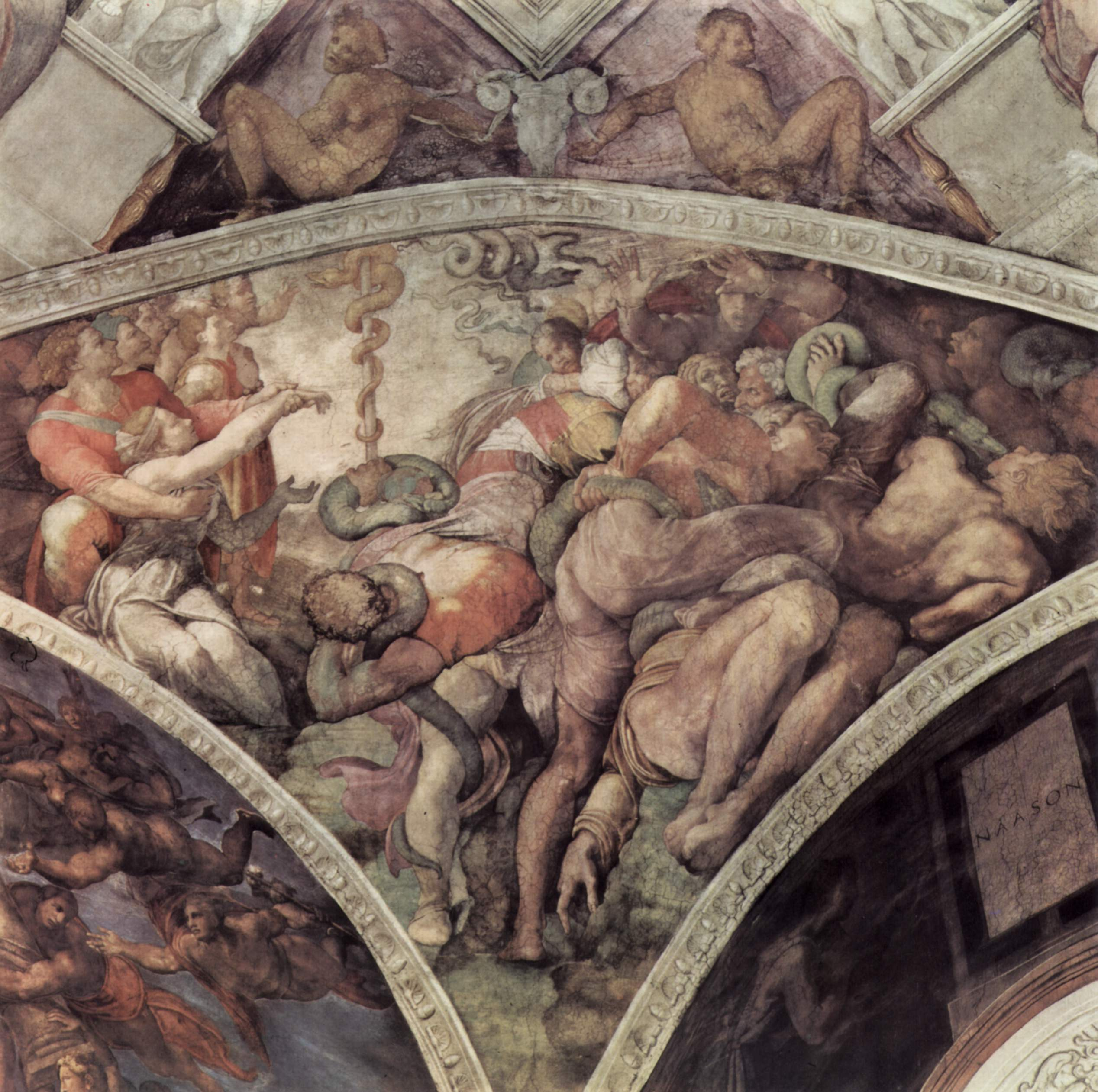
1508年米開朗琪羅繪製的關於從蛇瘟疫中解救猶太人的西斯廷教堂天頂畫。

蛇崇拜在青銅時代的迦南就已經出現了：考古學家在青銅時代的前以色列城市出土了蛇形祭物cult object，其中兩個發掘點位於梅吉多、一個位於基色、一個位於夏鎖、其他兩個位於示劍。
根據洛威爾·K·漢迪（Lowell K. Handy）的說法，銅蛇最初是寺廟中可以治療蛇咬傷的神的迷你版形象。這個神的名稱具體不知，不過“銅蛇”之名應是來自其材質，因為נחש意即“蛇”、נחשת意為“黃銅”或“青銅”。

### 起源
以色利人從何珥山出發前往紅海，受到了挫折便開始抱怨耶和華和摩西，耶和華便降下火蛇懲罰以色列人，後者向摩西求救，最終受耶和華之旨，摩西建造了一條掛在杆子上銅蛇，凡看到這條蛇的人都得到了救贖。祭祀典上則說摩西是用“銅蛇”治療以色列人的火蛇咬傷的。

### 毀滅
列王紀下有提到一條以色列人設立的銅蛇。马索拉版本說“他（希西家王）稱它作Nehushtan”。根據杨氏直译本，Nehushtan的意思為“一塊黃銅”。凱倫·倫道伕·瓊斯（Karen Randolph Joines）認為Nehushtan不是以色列人的常用詞語，而是希西家對這個銅蛇的特稱。
當希西家成為國王後便將這條蛇銷毀了，希西家王銷毀銅蛇的原因是「因為到那時以色列人仍向銅蛇燒香」，且將此事件放在「希西家行耶和華眼中看為正的事」之後，視為當時宗教改革的一部份。

## 在基督教中的重要性
|                    | 摩西在旷野怎样举蛇，人子也必照样被举起来，叫一切信他的都得永生 |
| ——約翰福音 3:14–15 |                                                                |

出現在民數記中的這條銅蛇因後來又被耶穌（約翰福音）使用而更加出名，當耶穌和尼哥底母討論他的命運時曾引用了摩西五經中的一段文字，將人子與這條銅蛇做了直接的比較。司布真聲稱在此耶穌提及了他未來的苦難。

## 外部連結
- Jewish Encyclopedia, s.v. "Nehushtan" （页面存档备份，存于）
- Naassian （页面存档备份，存于）". The Mystica.
- The Bronze Serpent: Numbers 21:4-9, John 3:9-15 （页面存档备份，存于）